# متحف طه حسين
متحف طه حسين هو فيلا طه حسين أو «رامتان» والتي حولتها وزارة الثقافة المصرية إلى متحف لتخليد ذكرى عميد الأدب العربي. وتتكون فيلا المتحف من دورين ومكتبة.

## محتويات المتحف
- يوجد بمدخل المتحف تمثال يمثل رأس طه حسين من البرونز من عمل الفنان عبد القادر رزق سنة 1936
- الكرسي الذي كان يجلس عليه طه حسين والمكتب الذي كان يكتب سكرتيره عليه وقاعة الطعام والمكان المخصص لابنه مؤنس وكذلك غرفتان للإدارة
- عرض لبعض المتعلقات للدكتور طه حسين من ملابس وأوسمة عربية وأجنبية وقلادة النيل التي حصل عليها والميداليات التي أعطيت له في مناسبات مختلفة

## المكتبة
تنقسم إلى جزأين

### القسم العربي
وهي جزء ضخم يضم كتباً باللغة العربية وعند وفاته أعطى هذا الجزء لدار الكتب ويوجد بها حتى الآن.

### القسم الأجنبي
الجزء الآخر من المكتبة أغلبه كتب باللغات الأجنبية وهذه الكتب ما زالت في المكتبة.

## تطوير المتحف
تم افتتاح أعمال تطوير المتحف في يناير 2013 بتكلفة إجمالية قدرها مليونا جنيه بعد إغلاق دام 7 سنوات ليصبح منارة ثقافية. واشتمل التطوير على ترميم وتركيب نُظم أمنية حديثة ومعالجة أساسيات المنزل وفهرسة وأرشفة المكتبة ورقمنتها وعمل توسعات لها لكى تستوعب جميع الكتب التي تم إهدائها من أسرة طه حسين مع تجليدها وعرضها بصورة علمية وتحتوى على 6859 كتابًا منها 3725 كتابًا باللغة العربية، 3134 كتابًا باللغات الأجنبية، 54 كتابًا من مؤلفاته القصة – الأدب – التاريخ – الفلسفة...إلخ، كما شمل التطوير تغيير شبكة الإضاءة – استحداث أجهزة تكييف – ترميم الأثاث والمقتنيات بالكامل عن طريق الإدارة العامة للبحوث وصيانة الأعمال الفنية، تغيير بلاط الممرات وعمل شبكة لصرف مياه الأمطار وري الحديقة، تركيب أعمدة إنارة حديثة بالموقع العام والحديقة، تغيير الأرضيات الخشبية بالكامل، تغيير خرسانة سقف الدور الثاني، وإنشاء بنك معلومات.